# Sânmartin (gmina)
Sânmartin – gmina w Rumunii, w okręgu Bihor. Obejmuje miejscowości Băile Felix, Băile 1 Mai, Betfia, Cihei, Cordău, Haieu, Rontău i Sânmartin. W 2011 roku liczyła 9572 mieszkańców.